# 莫扎诺镇
莫扎诺镇（義大利語：Borgo a Mozzano）是意大利卢卡省的一个市镇。总面积72.41平方公里，人口7381人，人口密度101.9人/平方公里（2009年）。ISTAT代码为046004。